# (2664) Everhart
(2664) Everhart (1934 RR) – planetoida z pasa głównego asteroid okrążająca Słońce w ciągu 3,68 lat w średniej odległości 2,38 j.a. Odkryta 7 września 1934 roku.